# BRM P139
Chronologie des modèles (1969 - 1970)
BRM P138 BRM P153
La BRM P139 est une monoplace de Formule 1 conçue par British Racing Motors et ayant disputé une partie du championnat du monde de Formule 1 1969 et 1970.

## Historique
En 1969, elle termine cinquième du championnat constructeur devant la Scuderia Ferrari et derrière McLaren. John Surtees termine onzième du championnat pilote devant Chris Amon et derrière Jack Brabham et Jackie Oliver termine dix-septième devant Johnny Servoz-Gavin et derrière Silvio Moser.